# Leptostylus x-griseum
Leptostylus x-griseum es una especie de escarabajo longicornio del género Leptostylus, categorizada en la tribu Acanthocinini, de la subfamilia Lamiinae. Fue descrita por Bates en 1885.

## Descripción
Mide 7 mm de longitud.

## Distribución
Se distribuye por Costa Rica, Guatemala, México, Nicaragua y Panamá.